# Јариње
Јариње је насеље у општини Лепосавић на Косову и Метохији. Припада месној заједници Бистрица.

## Географија
Налази се на 16 km северно од Лепосавића, на десној обали Ибра. По положају и међусобној удаљености кућа село се дели на Горње и Доње Јариње, а одваја их коса Галичник која се од брда Јариња спушта према Ибру. Горње и Доње Јариње су у ствари два села удаљена једно од другог око 2 km. Средња надморска висина села је 554м.

## Историја
Јариње спада у веома стара насеља. Први пут се помиње 1327. године када га је Стефан Дечански поклонио манастиру Студеници. Преци данашњег становништва Јариња досељени су из разних крајева, углавном средином XVIII и XIX века.

## Демографија
- попис становништва 1948: 709
- попис становништва 1953: 759
- попис становништва 1961: 697
- попис становништва 1971: 581
- попис становништва 1981: 428
- попис становништва 1991: 357

У селу 2004. године живи 378 становника и броји 104 домаћинстава. Данашње становништво чине родови : Мијатовићи, Јаношевићи, Кузмановићи, Милићи, Премовићи, Нинићи, Ђорђевићи, Прчићи, Маринковићи, Обрадовићи, Петровићи, Јаснићи, Павловићи, Митровићи, Ивановићи, Ђоровићи, Бановићи, Пановићи. У засеоку Горње Јариње живе : Миливојевићи, Ђорђевићи, Радуловићи, Миловановићи, Блажарићи и Станићи.